# ‘Aisake Eke
‘Aisake Valu Eke est un homme politique tongien, Premier ministre des Tonga depuis le 22 janvier 2025.

## Biographie
Il est originaire du village de Vaotu‘u sur l'île de Tongatapu. Après une licence d'économie-gestion à l'université du Pacifique Sud à Suva aux Fidji, il obtient un Master en administration des entreprises à l'université Monash à Melbourne en Australie. 
Il travaille quatorze ans comme fonctionnaire au ministère des Finances, y devenant à terme le directeur général, puis démissionne pour pouvoir prendre part aux élections législatives de novembre 2010. Bien que proche du Parti démocrate, il est élu député sans étiquette dans la circonscription de Tongatapu 5. Il rejoint le parti après son élection. Avec les députés du parti, il s'oppose à l'accroissement des indemnités versées aux députés, arguant que les élus devraient faire preuve de retenue dans un contexte économique difficile,. 
En novembre 2013, il obtient un doctorat en administration des entreprises à l'université du Queensland-Sud (en) en Australie avec une thèse sur les services publics aux Tonga,. Le 10 janvier 2014, il est nommé ministre des Finances dans le gouvernement de Lord Tuʻivakano.
Il conserve son siège de député aux élections législatives de novembre 2014, avec l'étiquette du Parti démocrate. Le nouveau Premier ministre ʻAkilisi Pohiva, chef du parti, le reconduit également à sa fonction de ministre des Finances. En mars 2017, il s'abstient lors d'un vote de confiance au gouvernement par les députés, et est contraint de démissionner du gouvernement. Il est battu dans sa circonscription aux élections législatives de 2017 et devient alors enseignant à l'université du Christ dans le Pacifique, fondée aux Tonga en 2015.
Retrouvant un siège de député lors des élections de 2021, il brigue sans succès la fonction de Premier ministre ; les députés lui préfèrent Siaosi Sovaleni. Fin novembre 2024, il dépose au Parlement une motion de défiance contre Siaosi Sovaleni, et rassemble autour de lui une majorité de députés. Le Premier ministre Sovaleni démissionne, et le 24 décembre 2024, le Parlement élit ‘Aisake Eke par seize voix contre huit pour Viliami Latu. Il est investi le 22 janvier 2025,,. Il nomme son gouvernement le 28 janvier.